# Маринино (Великий Устюг)
Маринино — упразднённая деревня в Великоустюгском районе Вологодской области России. В настоящее время микрорайон Великого Устюга.

## География
Находилась в северо-восточной части области, в подзоне средней тайги, к западу от Северной Двины.

### Климат
Климат характеризуется как умеренно континентальный, с холодной продолжительной зимой и умеренно тёплым летом. Среднегодовая температура воздуха — +1,5 °C. Средняя температура воздуха самого холодного месяца (января) — −13,8 °C (абсолютный минимум — −48 °С), средняя температура самого тёплого (июля) — +16,8 °С (абсолютный максимум — +38 °С). Годовое количество атмосферных осадков составляет около 673 мм, из которых около 445 мм выпадает в тёплый период. Снежный покров держится в течение 166 дней.

## История
В «Списке населенных мест Вологодской губернии по сведениям 1859 года» населённый пункт упомянут как казённая деревня Устюжского уезда, расположенная при безымянном озере и колодце, в 2,5 верстах от уездного города. В деревне имелось 6 двора и проживало 88 человек (40 мужчин и 48 женщин).
По данным 1914 года, в деревне проживало 127 человек (61 мужчина и 66 женщин). В административном отношении входила в состав Покровского сельского общества Нестеферовской волости Велико-Устюгского уезда. В 1940 году являлась частью Юдинского сельсовета. Указом Президиума Верховного Совета РСФСР от 7 января 1939 года включена в городскую черту Великого Устюга.